# Cottageville
Cottageville é uma cidade  localizada no estado norte-americano de Carolina do Sul, no Condado de Colleton.

## Demografia
Segundo o censo norte-americano de 2000, a sua população era de 707 habitantes.
Em 2006, foi estimada uma população de 700, um decréscimo de 7 (-1.0%).

## Geografia
De acordo com o United States Census Bureau tem uma área de
8,2 km², dos quais 8,2 km² cobertos por terra e 0,0 km² cobertos por água. Cottageville localiza-se a aproximadamente 14 m acima do nível do mar.

## Localidades na vizinhança
O diagrama seguinte representa as localidades num raio de 32 km ao redor de Cottageville.